# Monnina callimorpha
Monnina callimorpha är en jungfrulinsväxtart som beskrevs av Chod.. Monnina callimorpha ingår i släktet Monnina och familjen jungfrulinsväxter. Inga underarter finns listade i Catalogue of Life.